# Celine Harms
Celine Harms (n. 14 iulie 2003) este o sportivă ce a reprezentat Germania. A participat la Jocurile Olimpice de iarnă pentru tineret din 2020 în care a câștigat o medalie de bronz.

## Participări
Lista de mai jos prezintă principalele competiții la care a participat Celine Harms de-a lungul carierei.
- Jocurile Olimpice de iarnă pentru tineret din 2020[*][3][2]